# Henderson County, Tennessee
Henderson County är ett administrativt område i delstaten Tennessee, USA, med 27 769 invånare. Den administrativa huvudorten (county seat) är Lexington. 

## Geografi
Enligt United States Census Bureau har countyt en total area på 1 362 km². 1 347 km² av den arean är land och 15 km² är vatten.  

### Angränsande countyn
- Carroll County - nord
- Decatur County - öst
- Hardin County - sydost
- Chester County - sydväst
- Madison County - väst